# Rheintal (Schiff)
Die Rheintal ist eine 2008 gebaute Doppelendfähre, die auf dem Rhein zwischen dem linksrheinischen Bingen im Landkreis Mainz-Bingen und dem rechtsrheinischen Rüdesheim am Rhein im Rheingau-Taunus-Kreis verkehrt.

## Bau und technische Daten
Für ihre Fährflotte am Rhein bestellte die Bingen-Rüdesheimer Fähr- und Schifffahrtsgesellschaft aus Bingen 2007 bei der Lux-Werft in Mondorf ihre bis dahin größte Fähre. Der Neubau wurde im September 2007 auf der Werft unter der Baunummer 186 auf Kiel gelegt und erhielt beim Stapellauf den Namen Rheintal.
Die Fähre ist 58,40 Meter lang und 17,20 Meter breit. Der maximale Tiefgang beträgt 1,25 Meter. Sie hat eine Tragfähigkeit von 200 Tonnen und ist für bis zu 600 Personen sowie 42 Pkw auf den vier Fahrspuren zugelassen. Schwere Lkw müssen auf den mittleren Fahrspuren positioniert werden. Das zulässige Gesamtgewicht des schwersten Lastkraftwagens darf 60 Tonnen nicht überschreiten. Fahrzeuge und Fußgänger haben an Deck wie im Rampenbereich getrennte Bereiche. Angetrieben wird die Rheintal von vier MAN-Dieselmotoren des Typs 2876LE 406 mit jeweils 180 kW Leistung, die vier Voith-Schneider-Propeller VSP 10 antreiben.
Nach dem Vorbild der Rheintal bestellte die Bingen-Rüdesheimer Schifffahrtsgesellschaft 2015 bei der Lux-Werft ein verbessertes Schwesterschiff, in dessen Bau die Erfahrungen mit der Fähre einflossen und das als Mary Roos 2017 in Dienst gestellt wurde.

## Betrieb und Besonderheiten
Nach der Überführungsfahrt, die am 2. Juni 2008 stattfand, nahm die Fähre den Liniendienst zwischen Bingen und Rüdesheim auf und ist heute zusammen mit der 2016 gebauten Mary Roos im Pendelverkehr als Rheinfähre Bingen–Rüdesheim im Einsatz. Eine Querung des Stromes dauert drei bis fünf Minuten. Die Fähren nehmen morgens um 5.30 Uhr den Betrieb auf und verkehren im ständigen Wechsel über den Fluss. Im Winterhalbjahr (November bis März) endet der Betrieb um 22.00 Uhr, im Sommerhalbjahr (April bis Oktober) um 24.00 Uhr.
Von Juli 2013 bis Dezember 2014 war die Rheintal Gegenstand einer Forschungsstudie. Dabei wurde am Beispiel dieser Fähre die technische Machbarkeit zur Umrüstung von Dieselmotoren auf wasserstoffbetriebenen Brennstoffzellen-Antrieb untersucht. Darüber hinaus wurden ebenfalls die technischen, ökologischen, ökonomischen sowie rechtlichen Rahmenbedingungen für eine Brennstoffenzellenfähre formuliert.